# José María Sans
Josep María Sans Ciurana (Reus, 1903 - Reus, 17 de septiembre de 1976) fue un ciclista destacado que corrió durante los años 20 del siglo XX. Combinó tanto el ciclismo en pista como la ruta.

## Palmarés
- 1922
  - 1.º Gran Carrera Exposición
  - 2.º en el Campeonato de España en ruta
  - 2.º en las 3 Horas Velódromo de Sans
  - 2.º en el Campeonato de GRACIA
  - 5.º Campeonato Ciclista de Sans
  - 3.º 6 Horas Americana con Español (Veolodromo Sans)
  - 7.º 24 Horas pista, con Otero (Velódromo de Sans)
- 1923
  - 10.º Vuelta Catalunya (5a.Edición)
  - 5.º 24 Horas Badalona, con Musió (Velódromo Badalona)
- 1924
  - 5.º Gran premio Peugot
- 1925
  - 2.º Campeonato Diamant 3h. Americana con Gil (Velódromo Reus)
  - 7.º 24 Horas Badalona, con Tresserras (Velódromo Badalona)
  - 1.º Carrera Pista Sabadell, con Farré (Velódromo Sabadell)
  - 2.º 3 Horas Americana, con Español (Velódromo Reus)
  - 1.º Campeonato Tarragona en pista (Velódromo Reus)
- 1926
  - 1.º Campeonato de Tarragona (1.er Trofeo Terrot)
  - Campió de Catalunya en Pista.
  - 1.º 3 Horas Pista, con Cañardo (Velódromo Reus)
- 1928
  - 3.º en el Campeonato de España en ruta
  - 1.º en el Circuito Ribera del Jalón
  - 3.º Campeonato de Barcelona (clàsica)
- 1929
  - Vencedor de una etapa a la Volta a Cataluña y 6º Clasificación general
  - 2.º en el Campeonato de España en ruta
  - 1.º en la Reus-Barcelona
- 1930
  - 3º en el Campeonato de España en ruta
  - 2.º en el Vuelta a Levante
  - 1.º en el Circuito Ribera del Jalón